# 창녕스포츠파크
창녕스포츠파크(昌寧스포츠파크, Changnyeong Sports Park)는 대한민국 경상남도 창녕군에 있는 스포츠 시설이다. 천연잔디 필드가 갖춰진 경기장이며, 2010년 1월에 준공되었다.

## 참고 문헌
- “창녕스포츠파크”. 창녕군시설관리공단.
- 《2022년 전국 공공체육시설 현황(2021년말 기준)》. 대한민국 문화체육관광부. 2023.